# شرس الهدادبة (المصنعة)
شرس الهدادبة منطقة سكنية تقع في ولاية المصنعة، التابعة لمحافظة جنوب الباطنة في سلطنة عمان. يقدر عدد سكانها بـ 1676 نسمة حسب إحصاء عام 2010 التابع للمركز الوطني للإحصاء والمعلومات الحكومي. رمز المنطقة هو 70640031.

## الوصلات الخارجية
- المركز الوطني للإحصاء والمعلومات، سلطنة عمان